# Funäsdalen Sjösvängen
Funäsdalen Sjösvängen är en bebyggelse sydväst om Funäsdalen i Tännäs socken i Härjedalens kommun, Jämtlands län (Härjedalen). SCB avgränsar här en småort sedan 2023.